# 深川市桜山公園
深川市桜山公園（ふかがわしさくらやまこうえん）は、北海道深川市一已町にある公園。深川市より管理受託している深川振興公社が運営している。

## 概要
桜の名所である自然公園である。園内には桜が約770本あり、見頃の5月上旬 - 5月中旬には花見客で賑わう。開花時期の5月上旬には「市民桜まつり」が毎年開催されている。また、蒸気機関車が2両静態保存されている。
昭和初期に土地所有者が山桜の苗木3000本を植えたことをきっかけに桜の名所として「桜山公園」の名前で古くから親しまれた。1971年から2000年にかけては「桜山レジャーランド」として営業され、2001年（平成13年）4月1日に深川市桜山公園条例が施行され現在の市営公園としての体制となっている。

### 桜山レジャーランド
1971年5月に深川市などが出資する深川振興公社により、遊園地桜山レジャーランドを開業。回転ブランコ・観覧車など、7基の大型遊具や、動物園といった施設を備え、初期には冬季にも「桜山スノーランド」としてスノーモービルの営業を展開していたが、後に4月末から10月末までに短縮されている。
1974年にはモノレール、1975年には当時の藤井松太郎国鉄総裁が深川出身だった縁もありSLホテルを設置。ハワイアンショーや、金井克子・千昌夫・小林幸子・研ナオコといった有名タレントのステージといったイベントも開かれ、ピーク時の1981年には年間入場者15.8万人を数えた。
1984年には累積債務が4億円を超え市が遊園地を買収し振興公社に管理を委託する形とし、レジャーの多様化やテーマパークの乱立で90年代には入場者数が3-4万人台に減少。1991年には自然公園化の方針として大型遊具の新設改修を行わないこととし、末期には「桜山遊園地」の名称で、遊具の撤去を行う一方でウッドチップ遊歩道の整備を行い大学陸上部の合宿も誘致して利用者数の維持に努め、この他パークゴルフ場も設置された。
施設老朽化のため2000年（平成12年）10月15日に遊園地営業を終了、最末期は回転ブランコとゴーカートが稼働するのみとなり最終日は「感謝閉園祭」と銘打って、遊具の無料開放やウォークラリーなどが行われ約1000人が来場、最終年の2000年度は約4.3万人が来場した。

## 所在地
〒074-0028 北海道深川市一已町字一已1863番地

## 利用情報
- 利用時間：終日
- 休園日：無休（冬期間閉鎖）
- 入園料：無料
- 駐車場：あり（無料）

## 施設
さわやかトイレ、パワーアップロード、パークゴルフ場、バリアフリー設備など。
- パワーアップロード - ウッドチップが敷き詰められた遊歩道、1995年に設置[13]。標高差48m、幅員2.5mの1kmおよび2kmコースがあり、散策・ジョギングコースやスポーツ合宿の拠点施設となっている[14]。
- 桜山パークゴルフ場 - 全3コース・27ホール・パー99（各コースパー33）[15]、6月から9月にかけ営業[16]。1996年設置[7]。

展示車両

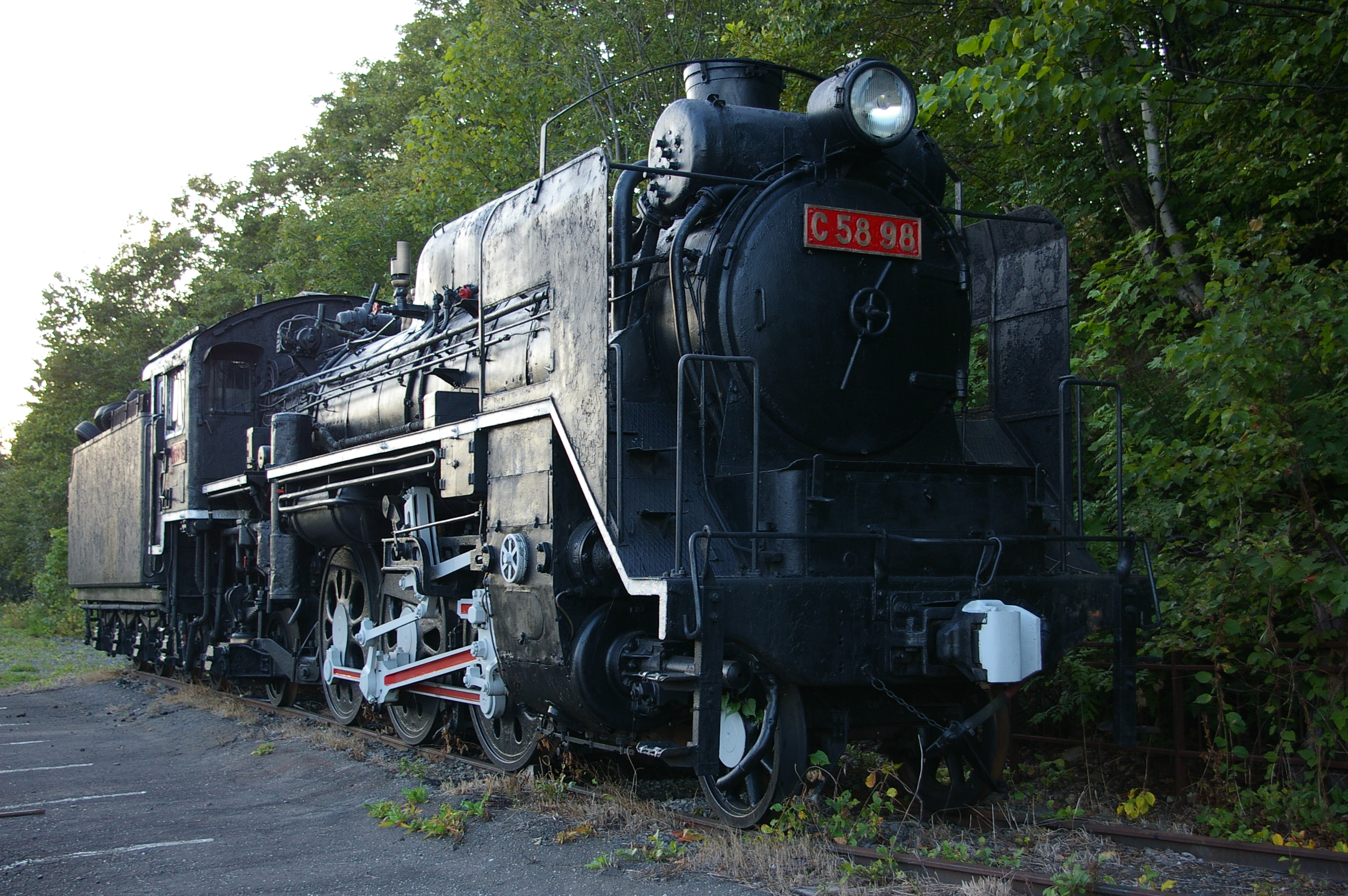
静態保存されているC58 98

- D51 312 - 桜山レジャーランド時代に[17]、北入口付近にて静態保存されていた[18]。その後公園となって以降も保存されている。
- C58 98 - 桜山レジャーランド時代にSLホテルの一部として展示[19]、客車のみ解体・撤去されC58 98のみが現存している。炭水車には古タイヤが積まれている[20]。

桜山レジャーランド時代
- 第1遊園広場 - ふわふわネッシー、小型乗り物、ジャンボロボット、大砲、風船割りを設置[18]。
- ゴーカート[8] - コース全長307m[18]
- 第2遊園広場
  - 回転ブランコ[18]（チェーンタワー[8]）
  - 宇宙ロケット形トラバント[8]
  - 室内ゲームコーナー[18]
- ランドステーション - 券売所、案内所、花時計、モニュメントを設置[18]
- 第3遊園広場[18]
  - 観覧車[8]（ワンダーホイール[8][10]）
  - 長寿の泉[18]
- ミニ超特急ひかり号[8]
- レストハウス - 食堂・ジンギスカンコーナー・喫茶店を設置[10]。
- EXPOタクシー[8] - 日本万国博覧会で用いられた電気自動車[21][12]。牧畜ランドエリアを一周するコースで[22]、1,300mを走行[18]。
- 味のれん街[18]
- モノレール - 跨座式路線長340m、定員21名1両、運行時速7km、高さ6m。レジャーランドと隣接する桜山温泉パラダイスとの間を結んだ[11]。
- ダグラス DC-3 JA5024[23] - 元全日本空輸所有の機体。「エアショップ」の店名で[18]、喫茶店として使用[24]。びわ湖温泉紅葉パラダイスから1974年に移設され2000年解体[23]。
- 第4遊園広場 [18]
  - ファミリーパットゴルフ
  - ミニカー
  - 水中翼船
- 占いコンピューター[8]
- 日本庭園[9]
- ちびっ子プール[22] - 28mの滑り台「ハイスライダー」や50m✕13mのひょうたん型プール[25]、大噴水を設置[18]。7-8月のみ営業[25]。
- みどりの広場 - キャンバスキャノピーを設けイベント会場としても使用[18]。
- 小動物園[21]「牧畜ランド」[10] - 鹿・猿・ウサギ・ペンギン・フラミンゴや[9]、七面鳥・ポニーなどを飼育し[8]、古式に則った鹿の角切りショーも人気を集めた[8][9]。
- 桜山温泉パラダイス[11] - 宴会場やホールや音楽噴水風呂を備え[18]、付帯施設としてSLホテルも営業[22]。1985年民間へ売却[26]。
- SLホテル[18] - 1975年（昭和50年）8月よりC58 98、寝台車オロネ10 68・2058、食堂車ナシ20 7の編成で営業[27][26]。宿泊定員56名[21]、東京駅を模した木造平屋建55平米の管理棟とプラットホームも備えた[12]。1995年頃までに廃業[9]。
- 売店[18]

## 交通アクセス
- 鉄道
  - JR函館本線深川駅から車で約10分
- バス
  - 空知中央バス「深川十字街」（深川駅から徒歩約5分）より「桜山入口」下車徒歩約5分
- 自動車
  - 深川駅から約10分
  - 道央自動車道深川ICから国道233号経由約20分
  - 道の駅ライスランドふかがわから約20分

## 周辺
当公園の周りは森に囲まれており、西側に深川カントリー倶楽部が隣接している。
- 国道233号
- 北海道道281号深川多度志線
- JR留萌本線北一已駅

## その他
ロケ地作品
以下の作品にて、桜山レジャーランド時代の施設が登場した。
- ケーキ屋ケンちゃん[8]（1972年[10]）
- がんばれ!!ロボコン（1975年[24]・76年） - 第54話・第88話

テーマソング
- 桜山レジャーランドの歌（作詞:光原碵郎、作曲:田代雅士、歌:宮脇康之、コーラス:コーラル・ステラル）
- オンパラ音頭（作詞:伊藤実、作曲:森下幸寿、歌:渡部法子）